# 第59回ミュンヘン安全保障会議

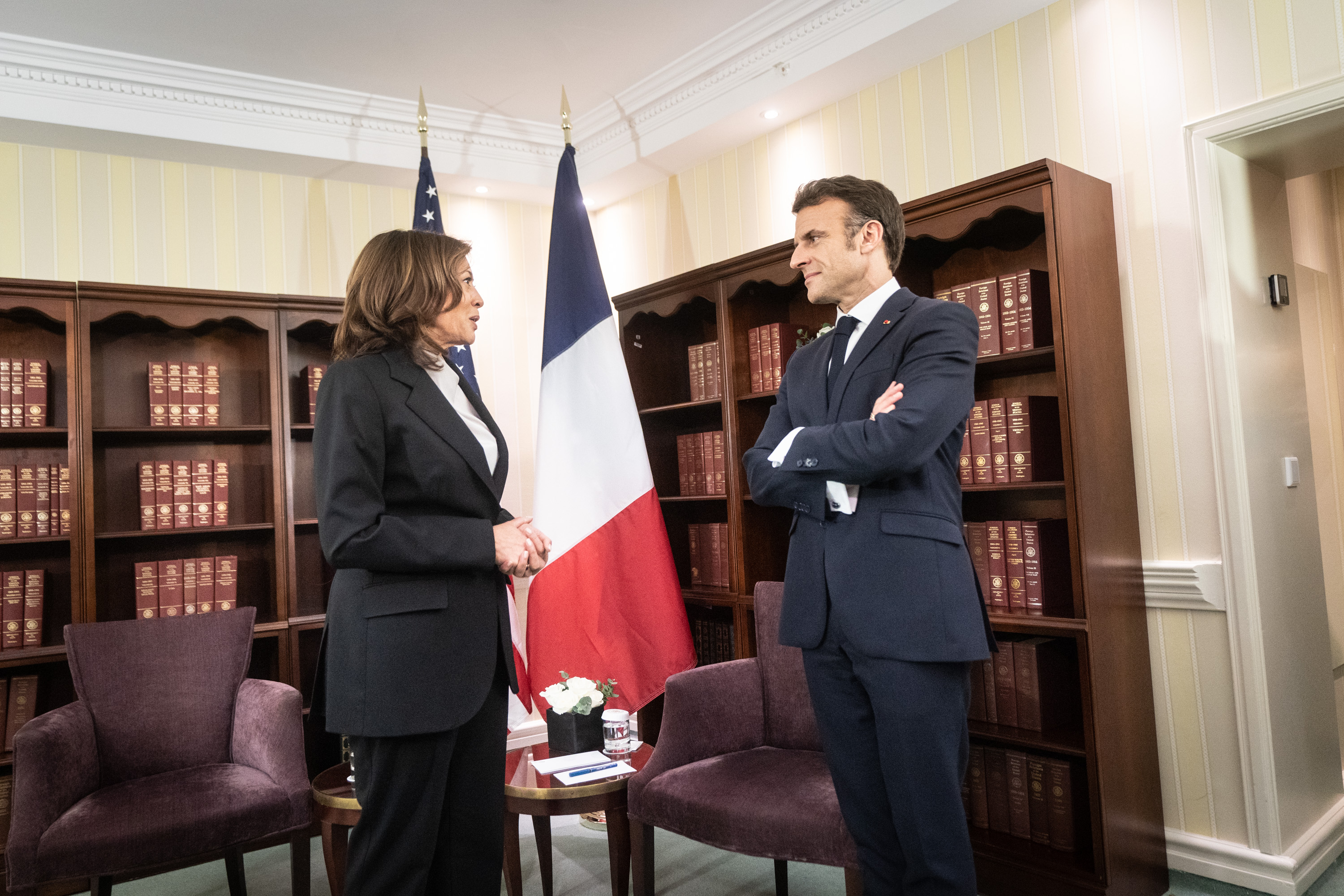
会議中のエマニュエル・マクロン仏大統領とカマラ・ハリス米副大統領

第59回ミュンヘン安全保障会議（だい59かいミュンヘンあんぜんほしょうかいぎ、英語:59th Munich Security Conference）は、ミュンヘンのホテル・バイエリッシャー・ホフで2023年2月17日から同年2月19日まで行われた国際安全保障に関する会議である。会期初日にはドイツ7空港（フランクフルト、ミュンヘン、シュツットガルト、ハンブルク、ドルトムント、ハノーバー、ブレーメン）で大規模ストが発生し出席者の移動に一部影響が出た（後述）。

## 概要

### ロシア・ウクライナ
議題は会期中に進行中のロシアとウクライナの紛争が中心を占めた。ウラジミール・プーチンが敢行した2022年のウクライナ侵攻については、ほとんどの参加者が議論したものの当の本人は招待されず、出席もしなかった。ニューヨーク・タイムズ紙は、西側諸国も中国や無関心なグローバルサウスとの対立に直面し、世界は緊張と分裂に包まれていると報じた。一方で侵攻を受けたウクライナのウォロディミル・ゼレンスキー大統領は17日オンライン演説し「決意は決して抽象的なものではない。ダビデがゴリアテを倒したのは話し合いの力ではなく、行動の力によるものだ」と述べ、ロシアの侵攻を打ち負かすために兵器供与を加速させるよう同盟国に訴えたほか、ためらいや遅れは他国の安全保障をも脅かすと警鐘を鳴らし、世界の安全のために「ゴリアテを打ち負かす必要がある」と連携を呼びかけた。

### アメリカ
ホワイトハウスの声明によると、カマラ・ハリス米副大統領はミュンヘンでフランスのエマニュエル・マクロン大統領と会談し中国がもたらす課題について協議し緊密な連携を続けることで一致した。両者は「ルールに基づく秩序を順守することの重要性を含む中国が呈する課題について協議し、緊密に連携していくことで合意」したという。ハリスは18日にも演説を行い、「ウクライナでのロシアの行動について、証拠を調べた。われわれは法的基準を理解しており、人道に対する罪であることは間違いない」と述べ、ロシアがウクライナ侵攻で「人道に対する罪」を犯したと米政府が認定したことを明らかにしたほか、「中国がロシアに殺傷手段を与えるような支援をすれば、どんな動きも侵攻の助長にあたる」と述べ中国とロシアの軍事的接近を牽制した。
18日にはアントニー・ブリンケン米国務長官が現地で中国共産党外交担当政治局委員の王毅と会談し中国がロシアのウクライナ侵攻で物的支援を提供しないよう警告したほか、米領空を飛行した気球の問題については二度とあってはならないと王に伝えた。王は会談に先立つ数時間前に気球を撃墜した米国の対応を「ヒステリック」だと非難したという。ブリンケンは、会談後のNBCテレビのインタビューで「中国がロシアに殺傷兵器の供与を考えていることを懸念する」と述べ、このような行動はこれまで中国がロシアに行ってきた政治的な後押しとは違うと警告した。そのうえで「そんなことになれば、米中関係に深刻な結果をもたらすとはっきり伝えている」と明かした。
このほかアメリカからは50人近い議員が出席しロシアに侵攻されたウクライナに対する超党派の支援を明確にした。ミッチ・マコネル院内総務はドイツの保守派政治家らとの会談後、ロイターに対して「われわれはこの会議と世界中の人々に明確なメッセージを送るためにここにいる。米国は超党派で全面的にウクライナを支援する」と語った。

### 中国
中国共産党中央外事工領導弁公室主任の王毅は、ロシアのウクライナ侵攻に向けた平和構想を発表した。アントニー・ブリンケン米国務長官は「いかなる平和も国連憲章の原則に合致したものでなければならない」と断固として主張した。
19日の中国外交部（外務省）の発表によると王毅主任はウクライナのドミトロ・クレーバ外相と会談、王は「われわれはウクライナ危機の長期化、拡大を見たくない」と強調し「国際社会とともに情勢のさらなる悪化を避け、平和への努力を根気よく持続したい」と述べ和平協議を促した。そのうえで「中国とウクライナは戦略的パートナーだ」と指摘し、ウクライナ問題に関し「中国は一貫して平和と対話の側に立ち、和平と協議の促進を堅持してきた」と訴えた。同省の発表によるとクレバは「過去1年間、ウクライナと中国は意思疎通を保ってきた」と発言し、「ウクライナは、中国の国際的な地位や重要な影響力、ウクライナ危機の政治的解決に関する立場を重視している」と述べた上で、「中国が引き続き建設的な役割を果たすことを期待している」と表明したという。

### ドイツ
この年の1月17日にドイツの国防大臣となったボリス・ピストリウス はウクライナでの出来事に希望を与える結束を目の当たりにし次のように述べた。
| 「 | 私が見ているのは、非常に、非常に強い団結、私たちが望む共同コミットメントにおける非常に強いコミットメントであり、私たちは必要な限りウクライナを支援するつもりです。そして、これは非常に重要な、非常に重要なロシアの侵略に対して非常に非常に立派に戦っているウクライナの人々にとってのシグナルなのです。 What I see is a very, very strong unity, the very strong commitment in joint commitment that we want, and we will support Ukraine as long as it takes. And this is very important, a very important signal for the Ukrainian people, which really fights a very, very admirable fight against Russian aggression. | 」 |

なお、会期初日の17日にはドイツ7空港（フランクフルト、ミュンヘン、シュツットガルト、ハンブルク、ドルトムント、ハノーバー、ブレーメン）で大規模ストが発生。これにより合計で2340便が欠航して30万人に影響が及び、中でもルーマニア大使館関係者によると出席予定だった同国外相（ボグダン・アウレスク）のフライトもキャンセルされ、外相はオーストリアに向かった後4時開以上かけ車でミュンヘン入りしたという。

### イギリス
リシ・スナク首相はEUのウルズラ・フォン・デア・ライエン欧州委員長と会談を行った。会談では北アイルランドにおけるブレグジット後の問題の「解決策を見いだす上で非常に好ましい進展」があったということで双方の意見が一致したとし、スナクは17日にベルファストで北アイルランドの主要政党と会談しブレグジット後の物流・関税規則を緩和する新たな取り決めに向けて協議が進展していると説明した。会談の後、英国のEU離脱協定に盛り込まれた通商ルール「北アイルランド議定書」でEUと合意するには向こう数日間にわたり「集中的な作業」が必要になると述べた。

### その他
イェンス・ストルテンベルグNATO事務総長は17日に、「（NATOは）中ロ関係の強化・深化を注視している」と警鐘を鳴らし自由主義陣営の国々に対して「権威主義の大国同士が接近し、連携を強化している時こそ、民主主義と自由を信じるNATO加盟国が世界中のパートナー国と共に立ち上がることがより重要になる」と呼び掛けたうえで、「（ロシアのウラジーミル・）プーチン大統領がウクライナで勝利すれば、中国政府の思惑や決断に影響を与えることになる」と指摘した。
ミハイル・ホドルコフスキーとガルリ・カスパロフらが招かれ、「再解釈されるロシア: 民主的な未来への展望（Russia Reimagined: Visions for a Democratic Future）」について議論を行った。
複数のパネルディスカッションにおいて、コロンビアのフランシア・マルケス副大統領とブラジルのマウロ・ヴィエイラ外相は、ロシアの侵略を非難する一方で、紛争のさらなる軍事化への反対を表明した。マルケスは軍事化ではなく命を中心とした新たな世界秩序を求め、ヴィエイラは、ロシア・ウクライナ紛争の交渉による解決に向けて一歩一歩前進することが必要であると述べた。
イランと「ウーマン・ライフ・フリーダム」を掲げたデモに関するパネルでは退位した国王の息子であるクロシュ・レザー・パフラヴィーが招かれ、イランの将来についてのビジョンを語ったが、インターナショナル・ビジネス・タイムズ紙は、彼には経験がなく、「他人の労働の果実を摘み取ろうとしている」とコメントしている。